# Џорџ Кенеди
Џорџ Харис Кенеди мл. (Њујорк Сити, 18. фебруар 1925 — Мидлтон, 28. фебруар 2016) био је амерички глумац који се појавио у преко двеста филмова и телевизијских продукција. Остао је у сећању по улози Драглајна, противника Пола Њумена у филму Хладноруки кажњеник (енгл. Cool Hand Luke) из 1967. године, за који је добио Оскара у категорији Најбољи глумац у помоћној улози и за који је био номинован за одговарајући Златни глобус. Другу номинацију за Златни глобус имао је после филма катастрофе Аеродром (енгл. Airport) из 1970. године, у ком је глумио Џоа Патронија.
Кенеди је једини глумац који се појављује у све четири дела филмске франшизе Аеродром, тако да је улогу Џоа Патронија репризирао три пута. Такође је широко познат и као полицијски капетан Ед Хокен у франшизи комедија Голи пиштољ (енгл. Naked Gun), те као нафтни тајкун Картер Макеј у оригиналној телевизијској серији Далас из 1978. године.

## Биографија
Кенеди је рођен 18. фебруара 1925. године у Њујорк Ситију, у породици чији су се чланови углавном бавили шоу-бизнисом. Његов отац, музичар и вођа оркестра Џорџ Харис Кенеди, умро је када је Кенеди млађи имао само четири године. Одгојила га је његова мајка, балетска плесачица Хелен А. рођ. Кизелбах. Његов деда по мајци је био немачки имигрант, а има и ирске и енглеске корене.
Завршио је Средњу школу „Каминејд” у Миниоли (Њујорк, САД), а потом Државни универзитет Тарлтон у Стивенвилу (Тексас, САД).
Кенеди је свој дебитантски наступ имао са навршене две године, у туринг компанији за Bringing Up Father, а до своје седме године постао је ди-џеј Радија Њујорк Сити. Након што се придружио војсци САД током Другог светског рата проводи 16 година у војном окружењу, све до краја 1950-их када га повреда леђа приморава на проналажење другог посла. Досегао је до чина капетана. Његова прва улога на екрану био је лик војног саветника у ТВ ситкому The Phil Silvers Show, где је радио као технички саветник; ову улогу Кенеди је касније описао као „одличну подлогу за вежбање”.

### Писање
Џорџ Кенеди је написао три књиге. Мистерију о убиству под именом Murder On Location коју је написао 1983. године поставио је на филмско платно. Други роман, Murder on High, објављен је 1984. године. Своју аутобиографију Trust Me написао је 2011. године.

### Лични живот
Кенеди је био пријатељ са Џејмсом Стјуартом и дао је глас за рекламу TCM-а у којој се обележавала смрт Стјуарта. Био је пилот који је уживао у летењу личном Цесном 210 (енгл. Cessna 210) и Бичкрафт Бонанзом (енгл. Beechcraft Bonanza).
Кенеди се женио четири пута. Своју прву супругу, Дороти Гилули, венчао је 1940-их. После тога се венчавао и разводио два пута од Норме Вурман, такође познате и као Ривел Вурман, са којом је имао двоје деце. Са Џоан Макарти се венчао 1978. године, а она је умрла септембра 2015. године. Пар је усвојио четворо деце, укључујући унуку Тејлор чија је мајка [једно од њихове деце] имала проблема са дрогом.

### Смрт
Кенеди је боравио у Иглу (Ајдахо, САД) у време своје смрти. Преминуо је у јутро 28. фебруара 2016. године, а узрок смрти је болест срца. Умро је у 92. години у дому за издржавање немоћних лица у Мидлтону (Ајдахо, САД). Имао је историју срчаних проблема забележену у медицинским документима.

### Почасти
За своје доприносе покретној слици, Кенеди је добио обележје на Холивудској стази славних (енгл. Hollywood Walk of Fame), у улици 6352 Hollywood Boulevard у Холивуду (Калифорнија, САД).